# Huseník převislý
Huseník převislý (Arabis turrita) je řídce se vyskytující rostlina teplejších poloh, světle žlutými kvítky kvetoucí druh rodu huseník. Někdy bývá pod názvem Pseudoturritis turrita řazen do monotypického rodu Pseudoturritis.

## Rozšíření
Roste hlavně v jižní a střední Evropě (severní hranice výskytu prochází jihem Francie a Německa, Českou republikou, Slovenskem a Ukrajinou) a dále na východě v Malé Asii, okolí Kavkazu a na severozápadě Afriky. Tato krátce vytrvalá bylina roste na teplých, humózních, propustných, na živiny bohatých lesních půdách s vápencovitým podkladem.

## Popis
Rostlina s obvykle jedinou lodyhou, vyrůstající z hlíznatého kořene, která dorůstá do výše 40 až 90 cm a s jedinou přízemní listovou růžici. Přímá lodyha se v horní polovině někdy větví, po celé délce je porostlá rozvětvenými chlupy a její světlezelená barva občas přechází do fialové. Řapíkaté listy přízemní růžice bývají až 8 cm dlouhé a 4 cm široké, jsou vejčité až elipsovité, na bázi klínovitě zúžené a po obvodě nepravidelně zoubkované, v době kvetení již zasychají. Přisedlé listy, až 10 cm dlouhé a 2,5 cm široké, hustě porůstající lodyhu jsou podlouhlé až úzce obvejčité, bázi mají srdčitou s ouškami a na vrcholu jsou zahrocené nebo s tupou špičkou, po obvodě jsou listy plytce zubaté a směrem vzhůru se postupně zmenšují. Všechny listy rostliny jsou hustě porostlé rozvětvenými chlupy.
Z úžlabí listenů, tvarem podobných listům, vyrůstají na odstávajících stopkách oboupohlavné čtyřčetné květy tvořící terminální hrozen někdy i s 30 květy. Světlezelené vzpřímené kališní lístky jsou dlouhé až 4 mm, bledožluté korunní lístky bývají velké 8 × 3 mm. Šest tyčinek je čtyřmocných, čtyři nektaria tvoří kruh, horní semeník nese jednu čnělku s bliznou. Kvete od dubna do června.
Plody rostoucí v jednostranném plodenství jsou zploštělé pukající šešule o délce 80 až 120 mm a šířce 2 až 3 mm, na počátku zrání bývají přímé a později obloukovitě dolu ohnuté. Síťovitě žilnaté dvoupouzdré šešule jsou mezi semeny zaškrcované, trvalou čnělku mají až 2 mm dlouhou a chlopně bez výrazné střední žilky. V jedné řadě uložená tmavohnědá semena jsou široce vejčitá a zploštělá, 2 až 3 mm dlouhá a mají po celém obvodě asi 1 mm široký světlý lem.

## Ohrožený druh
Česká republika se nachází na okraji areálu rozšíření huseníku převislého který se v české krajině vyskytuje jen ojediněle. V zájmu zachování tohoto druhu i do budoucna byl v "Červeném seznamu cévnatých rostlin České republiky z roku 2012" zařazen do kategorie ohrožených druhů (C3) přestože zákonem chráněn není.

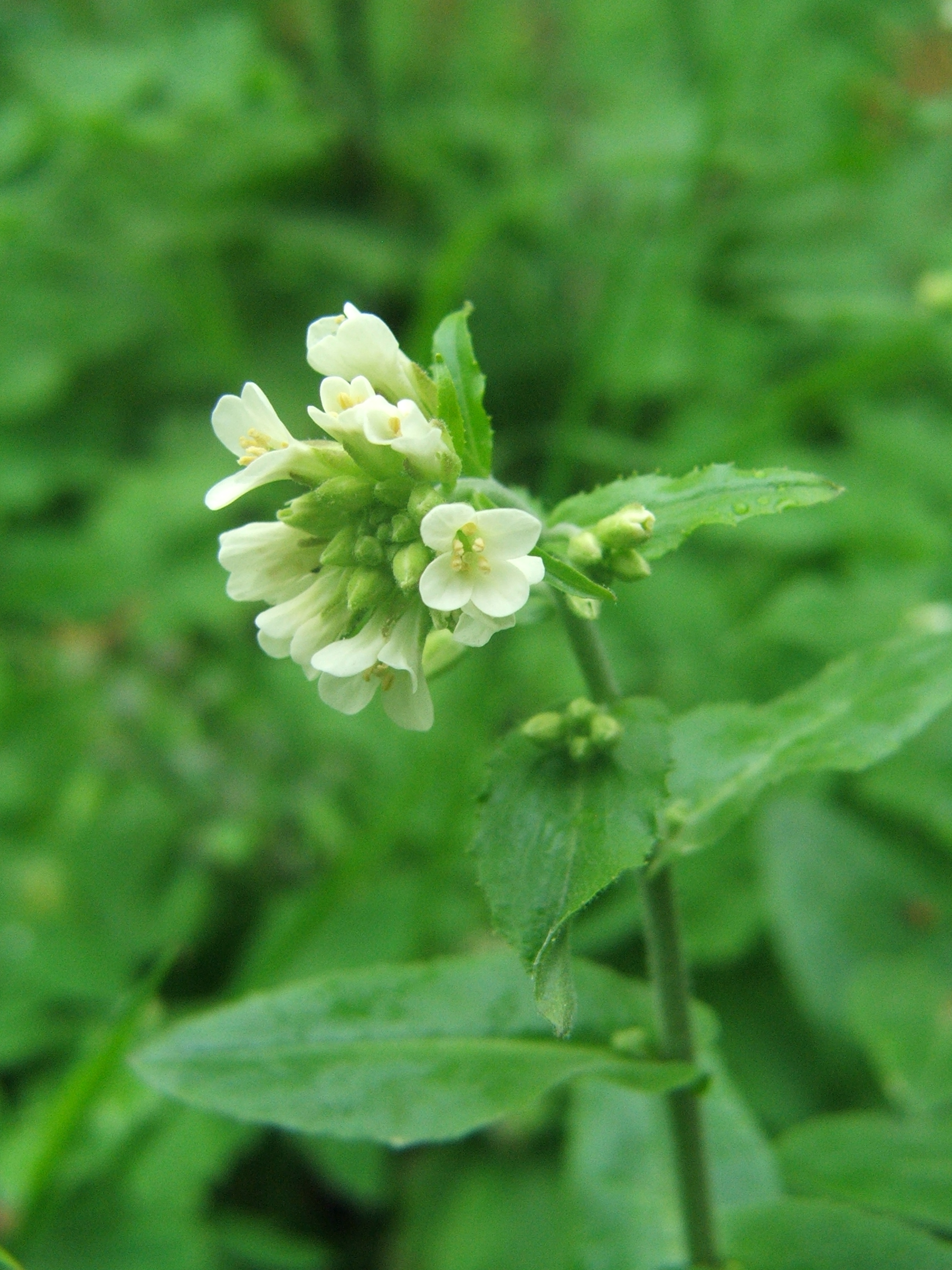
Otvírající se květy
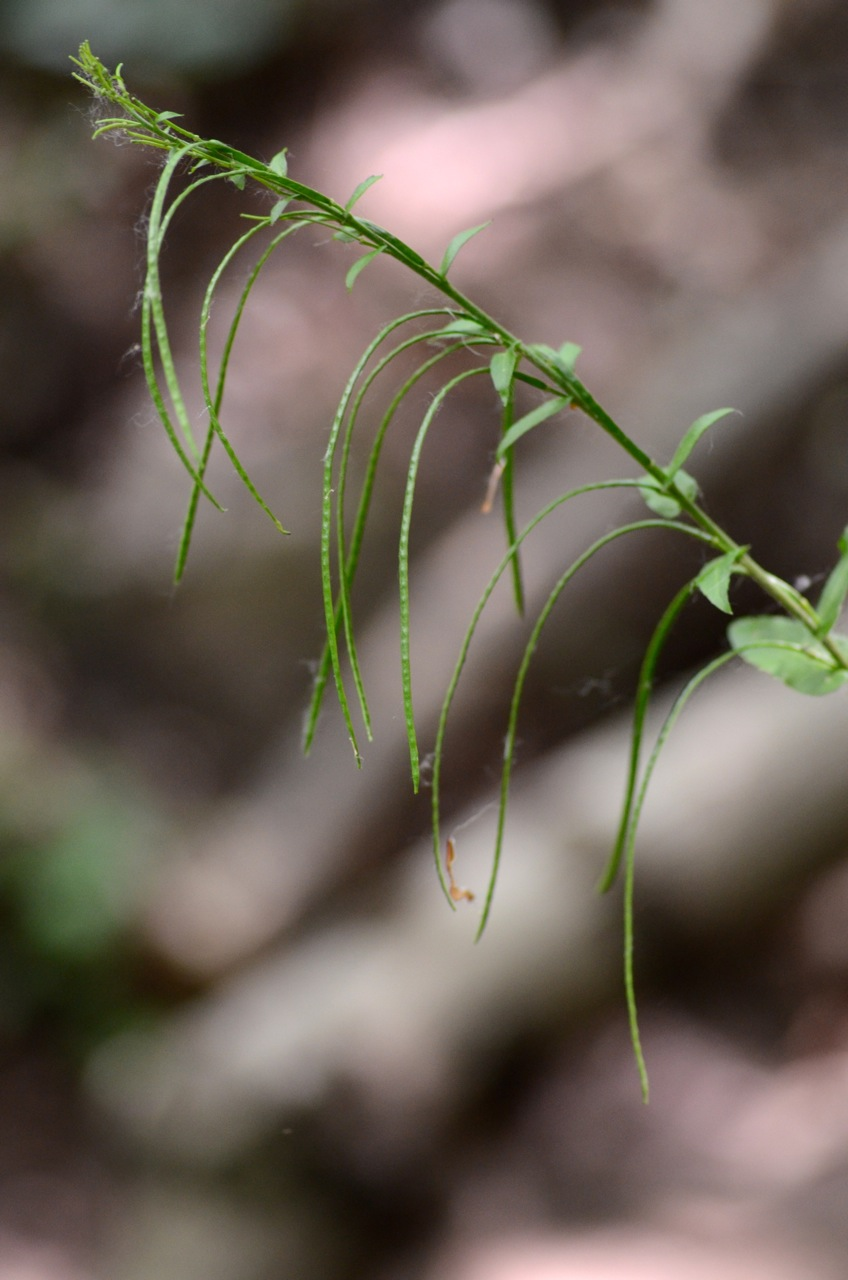
Převislé šešulky
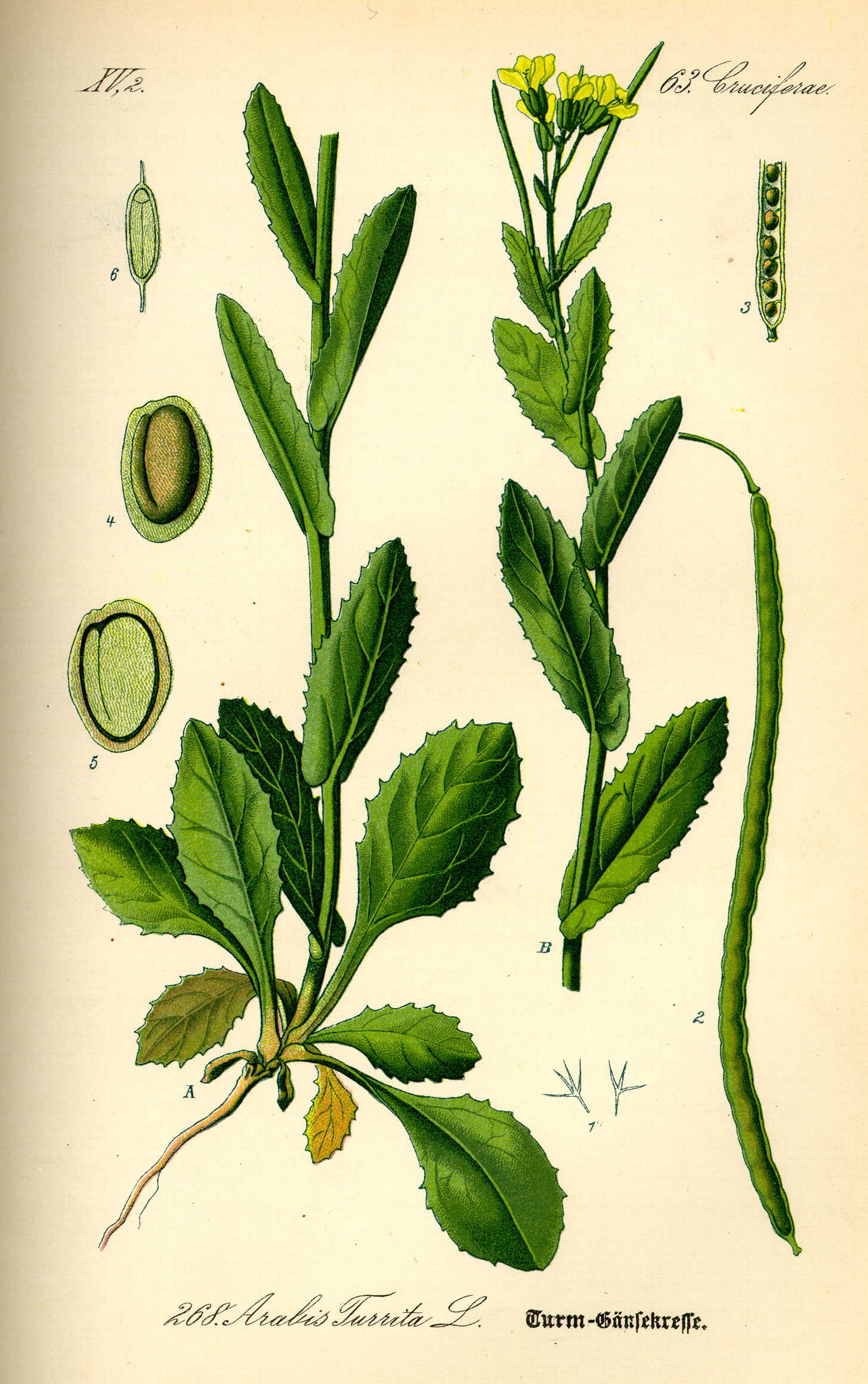
Nákres rostliny